# 1952

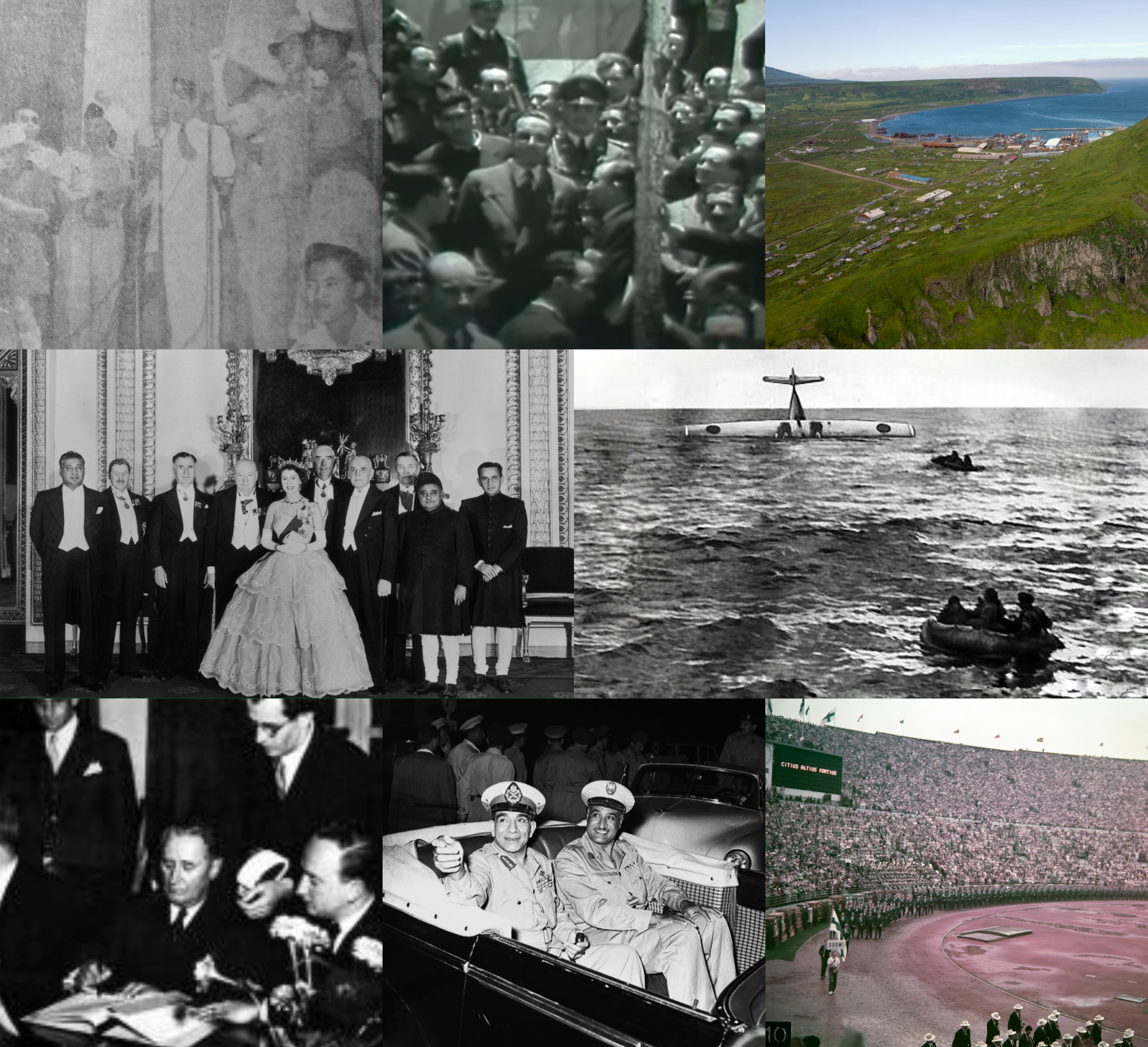

1952 (MCMLII) là một năm nhuận bắt đầu vào Thứ ba của lịch Gregory, năm thứ 1952 của Công nguyên hay của Anno Domini, the năm thứ 952  của thiên niên kỷ 2, năm thứ 52  của thế kỷ 20, và năm thứ  3   của thập niên 1950. 

## Sự kiện

### Tháng 1
- 23 tháng 1: Anh hùng Liệt sĩ LLVTND Võ Thị Sáu bị xử bắn tại Côn Đảo, khi cô vẫn chưa tròn 19 tuổi.
- 26 tháng 1: Đảng Cộng sản Trung Quốc Trung ương triển khai, tam phản, ngũ phản hành động.

### Tháng 2
- 17 tháng 2: Đình chiến lần thứ 5 chiến tranh Triều Tiên.
- 18 tháng 2:Thổ Nhĩ Kỳ và Hy Lạp gia nhập NATO.
- 23 tháng 2: Quân Pháp rút khỏi Hòa Bình
- 25 tháng 2: Kết thúc chiến dịch Hòa Bình

### Tháng 3
- 1 tháng 3: Hồng Kông xảy ra sự kiện 1 tháng 3.

### Tháng 4
- 28 tháng 4:Trung Hoa Dân Quốc và Nhật Bản ký kết hiệp ước hòa bình.

### Tháng 5
- 26 tháng 5: Mỹ, Anh, Pháp và Tây Đức ký kết hiệp ước liên minh quân sự.

### Tháng 7
- 15 tháng 7: tại Ma Cao xảy ra sự kiện Quan Áp
- 23 tháng 7: Ai Cập tuyên bố độc lập

### Tháng 10
- 11 tháng 10: Mở đầu chiến dịch đảo Nam Nhật
- 14 tháng 10: Mở đầu chiến dịch Thượng Cam Lĩnh. Mở đầu chiến dịch Tây Bắc
- 28 tháng 10: Pháp mở cuộc hành quân tiến đánh Phú Thọ

### Tháng 11
- 14 tháng 11: Quân giải phóng tấn công Phát Diệm
- 17 tháng 11: Chiến tranh Đông Dương trận Chân Mộng-Trạm Thản
- 19 tháng 11: Quân giải phóng đánh chiếm Thuận Châu, Tuần Giáo, Điện Biên Phủ

### Tháng 12
- 10 tháng 12: Kết thúc chiến dịch Tây Bắc

## Sinh

### Tháng 2
- 2 tháng 2: Park Geun-hye, tổng thống thứ 11 của Hàn Quốc

### Tháng 3
- 14 tháng 3: Tuấn Phong, ca sĩ, nghệ sĩ ưu tú người Việt Nam (m. 2024)

### Tháng 10
- 7 tháng 10: Vladimir Vladimirovich Putin, tổng thống thứ 2 của Nga
- Không rõ ngày: Đỗ Kim Tài, Thượng tướng Quân đội Giải phóng Nhân dân Trung Quốc

### Tháng 11
- 16 tháng 11: Miyamoto Shigeru, nhà thiết kế sản xuất, giám đốc sáng tạo trò chơi điện tử người Nhật Bản
- 29 tháng 11: Nguyễn Chánh Tín, diễn viên người Việt Nam (m. 2020)

## Mất

### Tháng 1
- 23 tháng 1: Võ Thị Sáu, anh hùng lực lượng vũ trang nhân dân Việt Nam (s. 1933)

### Tháng 10
- 1 tháng 10: John Langenus, trọng tài bóng đá người Bỉ (s. 1891)

## Giải Nobel
- Vật lý - Felix Bloch, Edward Mills Purcell
- Hóa học - Archer John Porter Martin, Richard Laurence Millington Synge
- Y học - Selman Abraham Waksman
- Văn học - François Mauriac
- Hòa bình - Albert Schwe